# Marta Brunet
Brunet  Cáraves est un nom espagnol. Le premier nom de famille, en général paternel, est Brunet ; le second, en général maternel, souvent omis, est Cáraves.
Marta Brunet Cáraves, née à Chillán dans le Ñuble (Chili), le 9 août 1897 et morte à Montevideo (Uruguay) le 27 octobre 1967, est une femme de lettres chilienne. Elle fut la deuxième chilienne à recevoir le Prix national de littérature en 1961.

## Biographie
Brunet est la seule fille du Chilien Ambrosio Brunet Molina et de l'Espagnole María Presentación Cáraves de Colosia. Elle passe les premières années de sa vie dans la commune de Ercilla, près de Victoria dans la Province de Malleco, dans le sud du Chili. 
Faute d'école pour filles à proximité, elle est scolarisée à domicile. Entre 1911 et 1914, elle voyage avec ses parents dans plusieurs pays d'Europe.

## Carrière littéraire
En 1923 elle publie son premier roman, Montaña adentro. Son père meurt en 1924 et elle abandonne pour un temps la littérature pour se consacrer à écrire des livres de cuisine.
En 1928 elle s'installe à Santiago. Inspirée par l'école « Criollista », elle publie ses premiers contes dans le quotidien La Discussion de Chillán et en 1933 elle reçoit le Prix du roman de la Société d'écrivains du Chili. En 1939 elle est nommée consul du Chili à La Plata par le président Aguirre Cerda.
En 1943, le président Juan Antonio Ríos la nomme consul à Buenos Aires, poste qu'elle occupe jusqu'en 1952. En 1943 elle reçoit le Prix Atenea de l'Université de Concepción pour son œuvre Aguas abajo. En 1961, elle reçoit le Prix national de littérature dont elle est la deuxième lauréate après Gabriela Mistral.
Le 7 juin 1962 elle est déclarée « Fille illustre » de Chillán. En octobre 1963 elle est nommée attachée culturelle à l'ambassade du Chili au Brésil, puis en décembre de la même année attachée culturelle à l'ambassade du Chili en Uruguay et elle est élue à l'Académie nationale des lettres de l'Uruguay.
Marta Brunet meurt à Montevideo (Uruguay), le 27 octobre 1967, sans descendance. Dans son testament, elle lègue ses biens à l'Université du Chili.

## Œuvres
- Montaña adentro, 1923.
- Bestia dañina, 1926.
- María Rosa, flor del Quillén, 1927.
- Bienvenido, 1929.
- Reloj de sol, 1930.
- Cuentos para Mari-Sol, 1938.
- Aguas abajo, 1943.
- Humo hacia el sur, 1946.
- La mampara, 1946.
- Raíz del sueño, 1949.
- María Nadie, 1957.
- Aleluyas para los más chiquititos, 1960.
- Amasijo, 1962.
- Obras completas, 1963.
- Soledad de la sangre (Arca. Montevideo, 1967)

## Sources
- (en) Mary G. Berg, Spanish American Women Writers : A Bio-Bibliographical Source Book, Connecticut, Greenwood Press, 1990, 53-63 p. (ISBN 0-313-25194-0, lire en ligne)